# Baerle-Nassau-Frontière
Baerle-Nassau-Frontière (en néerlandais : Baarle-Nassau Grens) ou Baerle-Frontière (en néerlandais : Baarle-Grens) est un hameau de la commune de Baerle-Nassau, dans la province néerlandaise du Brabant-Septentrional.

## Histoire
En 1198, toutes les terres inexplorées autour de Baerle ont été données au seigneur de Breda . Plus tard, ces parcelles sont devenues la propriété privée des Nassaus. Le dernier à en avoir profité est le prince Frédéric. En 1844, il transféra tous ses droits sur les terres à l'État. Le terrain a été vendu et un lotissement est rapidement apparu dans cette zone.
Une des parcelles de terrain a été vendue à une famille Van den Bergh. Peu de temps après 1900, la Compagnie pour l'exploitation des chemins de fer de l'État néerlandais a acheté un terrain aux propriétaires. Il s'agissait d'un terrain le long de la ligne de chemin de fer Tilbourg - Turnhout. Il y avait de grands projets de coopération avec les chemins de fer belges. La gare de Baerle-Nassau-Frontière a dû être installée à la frontière avec de grandes installations douanières. Le chemin de fer devait également alléger le trafic de marchandises via la gare de Rosendael et faciliter le transport de passagers entre Amsterdam et Paris.
Malheureusement, les attentes du plan ambitieux ne se sont pas concrétisées. Le transport de passagers est interrompu en 1934, le transport de marchandises a également diminué lentement. En 1959, il ne reste plus rien de l'ambitieux projet et les bâtiments ont été démolis. Ce qui restait, ce sont les quatorze maisons de service qui avaient été construites pour le personnel, les neuf maisons pour les douaniers dans une parcelle qui a été renommée par après Negenhuizen et sept maisons pour le personnel du chemin de fer inférieur.
Weelde-Station a été créée de l'autre côté de la frontière. C'était déjà en 1912 un vrai village il y avait une église et une école en service. Les enfants de Baerle-Nassau-Frontière vont à l'école à Tilbourg ou à Baerle où ils vont en train. L'église se trouve à Weelde-Station, juste à côté, rendant inutile la création d'une paroisse à Baerle-Nassau-Frontière.
Pendant ce temps, les Pères du Saint-Esprit se sont installés dans cette région. Lorsque la frontière avec la Belgique est fermée en 1914 par les Allemands avec leur Clôture électrique, les habitants de Baerle-Nassau-Frontière ne peuvent plus se rendre à Weelde-Station pour se rendre à l'église. Les pères mettent leur chapelle à disposition. Quelques années après la Première Guerre mondiale, le diocèse de Bréda élève Baerle-Nassau-Frontière à sa propre paroisse, mais sous l'égide de Baerle-Nassau.

## Crédit de traduction
- (nl) Cet article est partiellement ou en totalité issu de l’article de Wikipédia en néerlandais intitulé « Baarle-Nassau Grens » (voir la liste des auteurs).